# Hackeo al Comando Conjunto de las Fuerzas Armadas del Perú de 2022
El hackeo al Comando Conjunto de las Fuerzas Armadas del Perú de 2022, parte de Guacamaya Leaks, fue como los medios peruanos denominaron la filtración masiva de datos de inteligencia militar (suscitando especial atención aquellos del Comando Operacional Sur del Ejército) que afectó al Comando Conjunto de las Fuerzas Armadas (CCFFAA), el órgano de ejecución del Ministerio de Defensa a cargo de las tres armas nacionales, por parte de la agrupación de hacktivistas «Guacamaya».
La filtración fue hecha conocida en el medio informativo digital La Encerrona mediante un informe que fue parte de una investigación del periodista Ernesto Cabral sobre los Guacamaya Leaks en octubre de 2022. El hackeo fue confirmado por las fuerzas armadas de Perú.

## Filtraciones
El grupo Guacamaya accedió a 175 gigabytes con más de 283.000 correos electrónicos de alta sensibilidad dentro del sistema de correos electrónicos del Comando Conjunto de las Fuerzas Armadas y del Ejército de Perú. Del total de correos filtrados, el 60% de los correos electrónicos corresponden al Ejército y el 40% al Comando Conjunto.

### Seguimiento a personas, partidos y organizaciones no gubernamentales
Dentro de los documentos encontrados, se hallaron informes de seguimiento que se realizaron a civiles de partidos de izquierda que postularon a las elecciones regionales y municipales de 2022, entre ellos el actual gobernador regional de Moquegua, Zenón Cuevas, y al excandidato al gobierno regional de Arequipa, Héctor Herrera. Según un informe de inteligencia elaborado por el Comando Operacional del Sur del Ejército, los partidos políticos Patria Roja, Frente Amplio y Tierra y Libertad serían «organismos fachada» de la organización terrorista Sendero Luminoso. Asimismo, se menciona que existen investigadores, líderes sociales y periodistas en el país que «azuzan y adoctrinan» a la población en contra de la minería con el apoyo de ONGs, como el Instituto de Defensa Legal (IDL), Derechos Humanos Sin Fronteras (DHSF), CooperAcción y Amnistía Internacional.

### Planes de guerra con Chile
Según el medio digital chileno Ciper, se encontraron también tres planes de guerra ideados por Perú en caso de un conflicto armado iniciado por Chile fechados entre 2018 y 2021, además de información sobre la supuesta capacidad armamentística de brigadas, regimientos, tanques, aviones y submarinos que tendría Chile en su frontera norte.

## Reacciones
El Instituto de Prensa y Sociedad (IPYS) y Amnistía Internacional denunciaron que el periodista Ernesto Cabral fue amedrentado por coronel José Lette Seminario del Ejército por revelar las filtraciones en la plataforma independiente La Encerrona.